# HD 121474
HD 121474 é uma estrela na constelação de Centaurus. Tem uma magnitude aparente visual de 4,70, sendo visível a olho nu em locais com pouca poluição luminosa. Com base em medições de paralaxe, está localizada a aproximadamente 213 anos-luz (65 parsecs) da Terra.
HD 121474 é uma gigante de classe K com um tipo espectral de K0III, indicando que é uma estrela evoluída que já consumiu todo o hidrogênio em seu núcleo e abandonou a sequência principal. Seu raio é equivalente a 37 vezes o raio solar. Está irradiando de sua fotosfera 64 vezes a luminosidade solar a uma temperatura efetiva de 4 980 K. Seu conteúdo metálico é quase idêntico ao solar e sua velocidade de rotação projetada é pequena demais para ser medida, sendo menor que 3 km/s. Não possui estrelas companheiras conhecidas.